# Johannes Hüppi
Johannes Hüppi (* 31. März 1965 in Baden-Baden) ist ein schweizerisch-deutscher Maler.

## Leben
Johannes Hüppi ist der Sohn von Alfonso Hüppi und Brigitta Hüppi-Weber. Von 1984 bis 1990 studierte Hüppi an der Kunstakademie Düsseldorf bei Fritz Schwegler und Dieter Krieg. Von 1997 bis 2000 hatte er ein Atelier in New York City und in den Jahren 2000/2001 in Miami, Florida, 2002 in Italien, 2004 bis 2011 in Basel, 2012 in Spanien und Korea. Seit 2012 lebt und arbeitet er in Baden-Baden. Von 2004 bis 2007 war Hüppi Professor für Malerei an der Hochschule für Bildende Künste Braunschweig, 2006 hatte er eine Professur an der Universidad de las Américas (UDLA) in Puebla, Mexico.
Hüppi hatte über die Eltern schon frühen Kontakt zu Künstlern wie Dieter Roth, Joseph Beuys und anderen Vertretern der Post-war Kunst. Somit begann für ihn bereits in jungen Jahren eine Auseinandersetzung mit Kunst. „Meine Eltern haben es hinbekommen, dass zwei Kinder Künstler werden, indem sie ihnen die Augen geöffnet haben für eine künstlerische Wirklichkeitswahrnehmung“. Ohne Fernsehen im Hause Hüppi war Malerei das beherrschende Thema. Mit 15 Jahren besuchte er die New Yorker Museen und war von Balthus´ berühmter Straßenszene von 1933 und ihrer atmosphärischen Dichte fasziniert. Ein Schlüsselerlebnis für seine künstlerische Karriere.

## Werk
Seine Bilder sind überwiegend surreal naturalistisch, ältere Arbeiten tragen auch Züge der Neuen Sachlichkeit. Im Mittelpunkt seines Gesamtwerkes steht die universelle, stereotype Frau in wechselnden gesellschaftlichen Rollen. Starken Einfluss auf seine Arbeiten haben die Film-Klassiker. In einem eigens angelegten Film-Lexikon sammelte Hüppi emotional aufgeladene Schlüsselszenen, die er auch subtil in seinen Werken verarbeitet. Während zu Beginn der 90er Jahre zahlreiche Absolventen der Düsseldorfer Kunstakademie wie Thomas Ruff, Thomas Struth, Andreas Gursky eine fotografische Karriere starteten, entschied sich Hüppi für die naturalistische Malerei und damit gegen den herrschenden Zeitgeist. Abgesehen von Porträts schöpfen seine ikonographischen Bilder aus analogen alterslosen und damit universellen Frauengestalten mit meist dunklen Haaren und mandelförmigen Augen. Die stereotype Kopf- und Gesichtsform entwickelt Hüppi aus einer Verschmelzung des Gesichtes seiner Mutter und seinem eigenen. Als Kulissen der erotischen Visionen dienen pittoreske Landschaften, Wasser oder Museen.
Hüppis Werke lassen sich in zwei Phasen unterteilen. Die frühen Gemälde tragen starke autobiographische Züge: „Ich war vollkommen fixiert auf das, was ich erlebt habe“. Neuere Arbeiten spiegeln die Auseinandersetzung mit kunsthistorischen, literarischen, mythologischen oder filmischen Vorbildern. „Heute muss man tiefer in die Bilder hinein gehen, man muss die Ikonographie, auf die sie sich beziehen, die Geschichte der Malerei und ihrer Akteure – von Salome bis zum Heiligen Georg – kennen“.
Hüppi arbeitet in Serien und entwickelt immer neue Bildvisionen. 1995 folgte die Mercedes-Serie. Grüner Mercedes in blühender Landschaft, ein kopulierendes Paar. 1996 entstand die Motorrad-Serie. Inspiriert durch den Film-Kuss von Grace Kelly und James Stewart in Alfred Hitchcocks Fenster zum Hof „eine unglaublicher Spannung bevor sich die Lippen berühren“ startete Hüppi 1998 die Serie Kuss-Bilder. Sie brachten seinen künstlerischen Durchbruch. Stark beeinflusst ist sein Werk auch von Reiseerlebnissen. 2015 entstand die Bildserie eines schwarzen Mädchens mit bunten Tüchern nach einer Reise auf die Kapverden und 2021 die Badenden während einer Frankreich Reise. Serien laufen oft über mehrere Jahre. Mitunter vermischt Hüppi Elemente unterschiedlicher künstlerischer Reihen. So schafft er in seinem Werk surreale Bezüge. Ab den 2000er Jahren überwiegen Ölgemälde. Vorbilder und Vorlagen sucht sich Hüppi bei den alten Meistern der Kunstgeschichte. „Wenn ich entdecke, wie toll einer 1547 den Fußboden gemalt hat, dann versuche ich, ihn zu kopieren. Und bei nächster Gelegenheit ist das in meiner Maltechnik drin, und steht mir dann zur Verfügung“.

## Werke in öffentlichen Sammlungen
- Museum für Moderne Kunst Frankfurt am Main
- Museum Frieder Burda, Baden-Baden
- Ludwig Forum Aachen
- Stiftung Museum Kunstpalast
- Kunsthalle Recklinghausen
- Museum Ulm
- Kunstsammlung der Bundesrepublik Deutschland, Bonn
- Sammlung Großhaus, Bonzelerhammer
- Sammlung Esther Grether, Basel
- Sammlung Hurrle, Durbach
- Sammlung Museum Würth, Künzelsau

## Auszeichnungen
- 1992/1993/1994: Kiefer-Hablitzel-Preis, Bern
- 1995: Kunststiftung Baden-Württemberg Förderkoje, art cologne, manuspresse
- 1997: Roy Lichtenstein Preis, Bonn
- 1998: Preis des Kuratoriums des Mannheimer Kunstvereins
- 2005:  Preis Künstler in Baden-Baden der Gesellschaft der Freunde junger Kunst Baden-Baden